# Прапор і герб кантону Люцерн
Прапор і герб Люцерна — офіційні символи кантону Люцерн та міста Люцерн.

## Описи
Вексилологічний опис прапора Люцерна такий: «Горизонтальні біло-сині смуги». Білий колір завжди має бути у верхньому полі.
Геральдичний опис герба Люцерна: «Розсічений на блакитне і срібне півполя». Герб Люцерна має особливість, нетипову для швейцарських кантонів, — він не схожий на прапор. Адже блакитний колір повинен бути праворуч у геральдиці, тобто ліворуч для глядача, а не в нижній частині. Отже, герб являє собою прапор, повернений на 90° за годинниковою стрілкою.
У своєму вступі на сторінці 14 Адольф Готьє пояснює, що звичай розташовувати кольори на прапорі робився горизонтально, зокрема тому, що навіть коли прапор був згорнутий, можна було розрізнити всі кольори, що його складають. Лише з появою французького триколора та його революційної символіки поступово відбулося вертикальне введення кольорів.
Прапор і герб не ідентичні. На прапорі білий колір зверху, а синій знизу. На гербі синій колір має бути ліворуч для глядача (тобто геральдично праворуч), а білий — ліворуч від геральдичного поля.
Прапор і герб кантону такі ж, як і у міста Люцерн.

## Історія
Вексилолог Луї Мюлеман у своїй роботі повідомляє, що міська печатка, похідна від прапора, була створена 1386 року. Печатка Люцерна 1386 року, відтворена в його книзі, показує, що якщо щит і був відсутній, то він був не блакитно-срібним, а срібно-блакитним. Геральдист Адольф Готьє прямо згадує цей факт у своїй праці.
Найдавніші архівні дані про кольори кантону датуються 4 травня 1252 року, але не згадують про порядок кольорів. Таким чином, прапор, який використовувався під час битви під Земпахом в 1386 році, є найдавнішим архівним свідченням існування прапора в тому вигляді, в якому ми його знаємо сьогодні.
Різниця між гербами міста та кантону полягає лише у додаванні до герба міста мурованої корони.

## Значення
Походження кольорів ніде не засвідчено і всі вони підлягають інтерпретації. Адольф Готьє, зі свого боку, вважає, що пояснення щодо того, що синій і білий кольори представляють алеманські народи, на відміну від кольорів бургундців, франків та скандинавів, не витримують критики, оскільки ці кольори загалом частіше зустрічаються в алеманських містах, що не так, окрім Люцерна, Цуга та Цюріха.
Геральдист також спростовує ідею про те, що кольори були взяті з Ленцбурга для регіону Цюрих, оскільки Люцерн належав не до цього регіону, а до регіону Ааргау. Він також ставить під сумнів, який із гербів існував першим — Ленцбурга чи трьох міст.
З іншого боку, він припускає, що синій колір прапора Люцерна (який з'явився до герба) міг стосуватися озера, а точніше Люцернського озера, а білий — берега. Початкове географічне розташування старого Люцерна справді було на північ від озера.
Мюлеман висуває інші теорії:
- Простоту прапора можна було побачити здалеку;
- Потреба виділитися з-поміж прапорів кантонів первісної Швейцарії (Урі, Швіца, Обвальдена та Нідвальдена);
- Вплив блакитного, кольору Діви;
- Відродження сімейних кольорів люцернських феодальних родин, таких як Літтау[6][7] та Гунвіли[8] які відіграли важливу роль у розвитку міста;
- Важливість розташування міста на березі озера[7].

Тому Мюлеманн приєднується до цього пояснення, вексилологічної теорії Готьє, про яку також повідомляє сайт Flags of the World.

## Інші вексилологічні та геральдичні зображення
Прапор також випускається у вигляді орифлами, з хвостом або з плоскою основою. Прапор-орифлама кантонів, на якому у верхній частині зображено прапор кантону, а в нижній частині — кольори кантону, називається «повним» прапором. Білий колір завжди має бути біля жердини.
Герб можна знайти на задніх номерних знаках транспортних засобів, зареєстрованих у кантоні Люцерн.

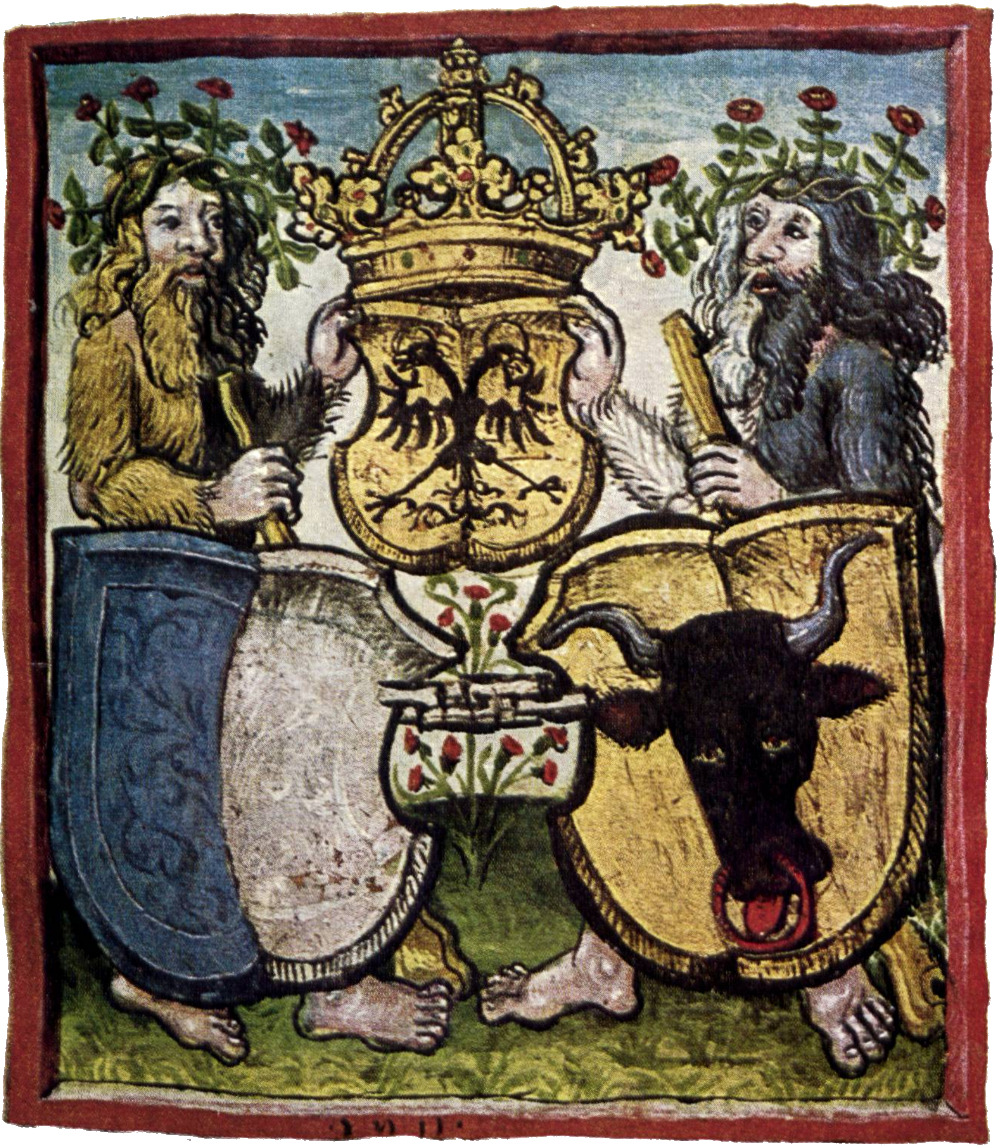
Герби Люцерну та Урі в каплиці Святого Петра в Люцерні (1513 р.)
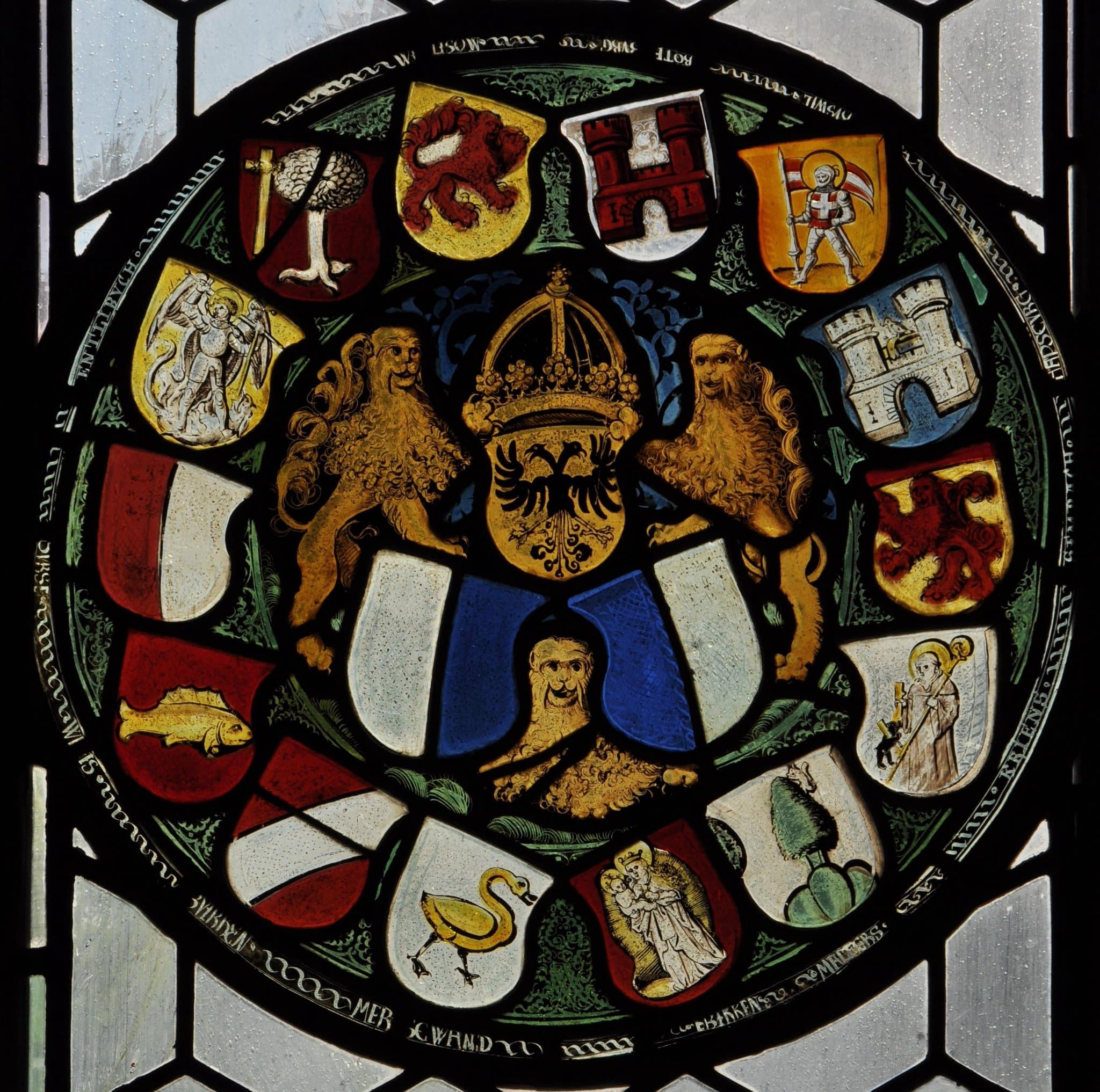
Луцернський герб із 14 гербами округів (церква Урсенбах, близько 1519 р.)
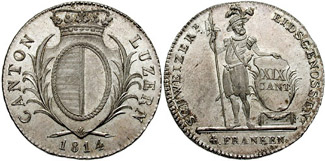
Люцернський франк (1814 р.)
Повний прапор Люцерна
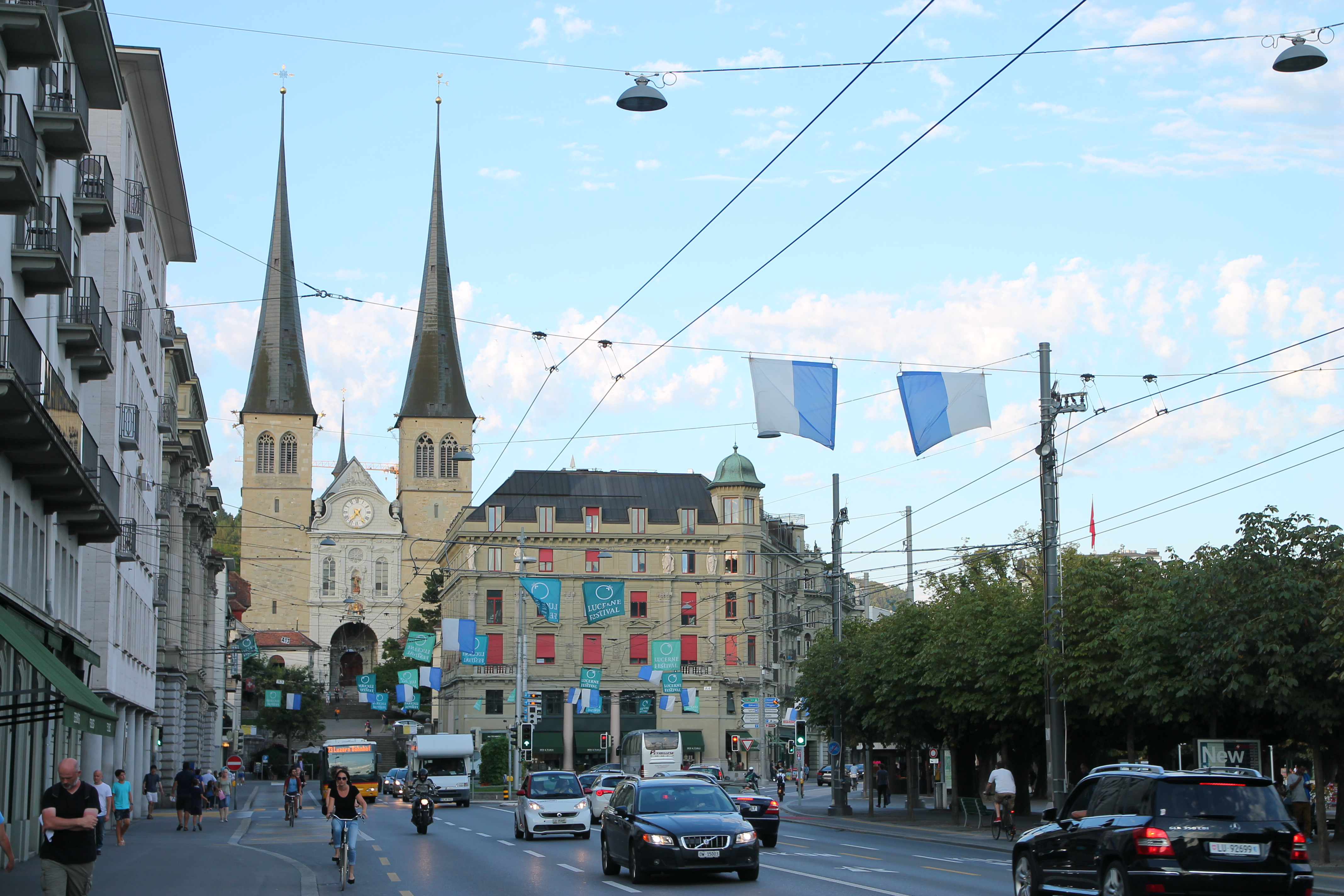
Прапори Люцерна висять над набережною Швейцергофкуей у Люцерні
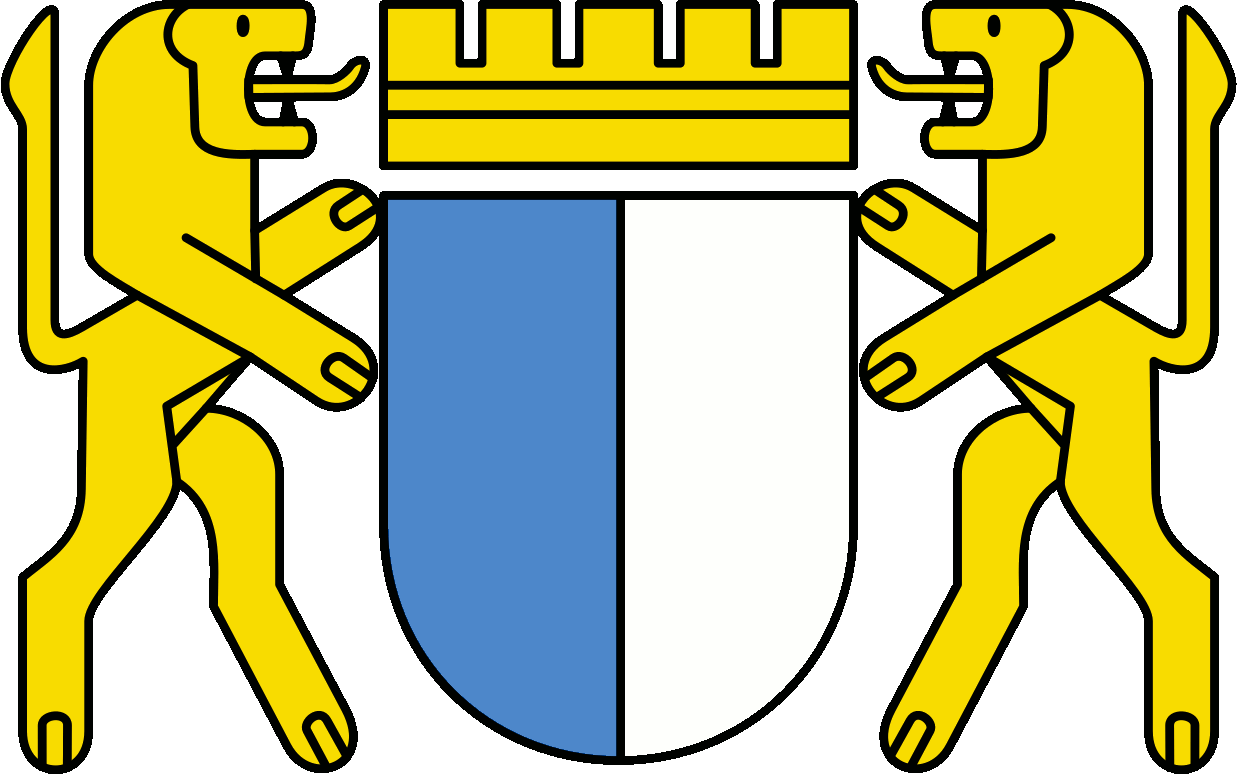
Герб міста Люцерн
Логотип міста Люцерн
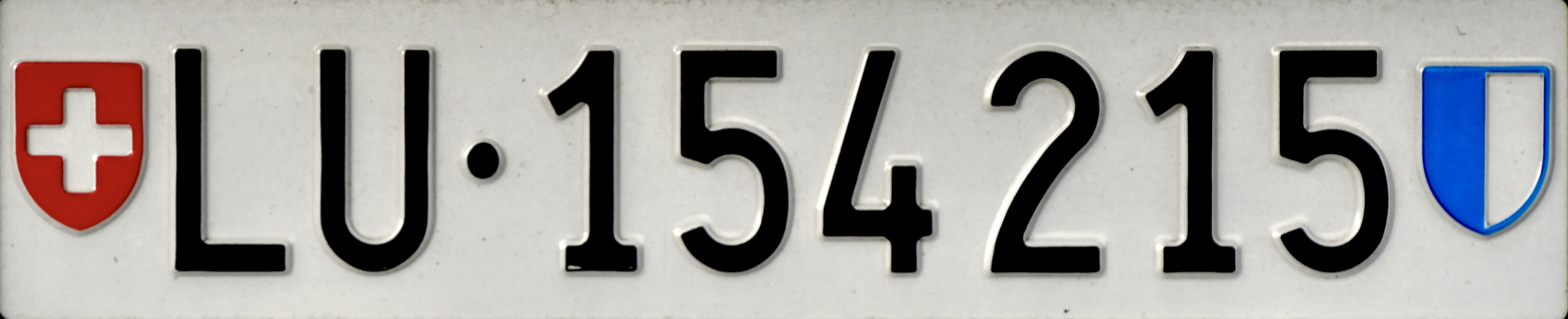
Задній номерний знак Люцерна
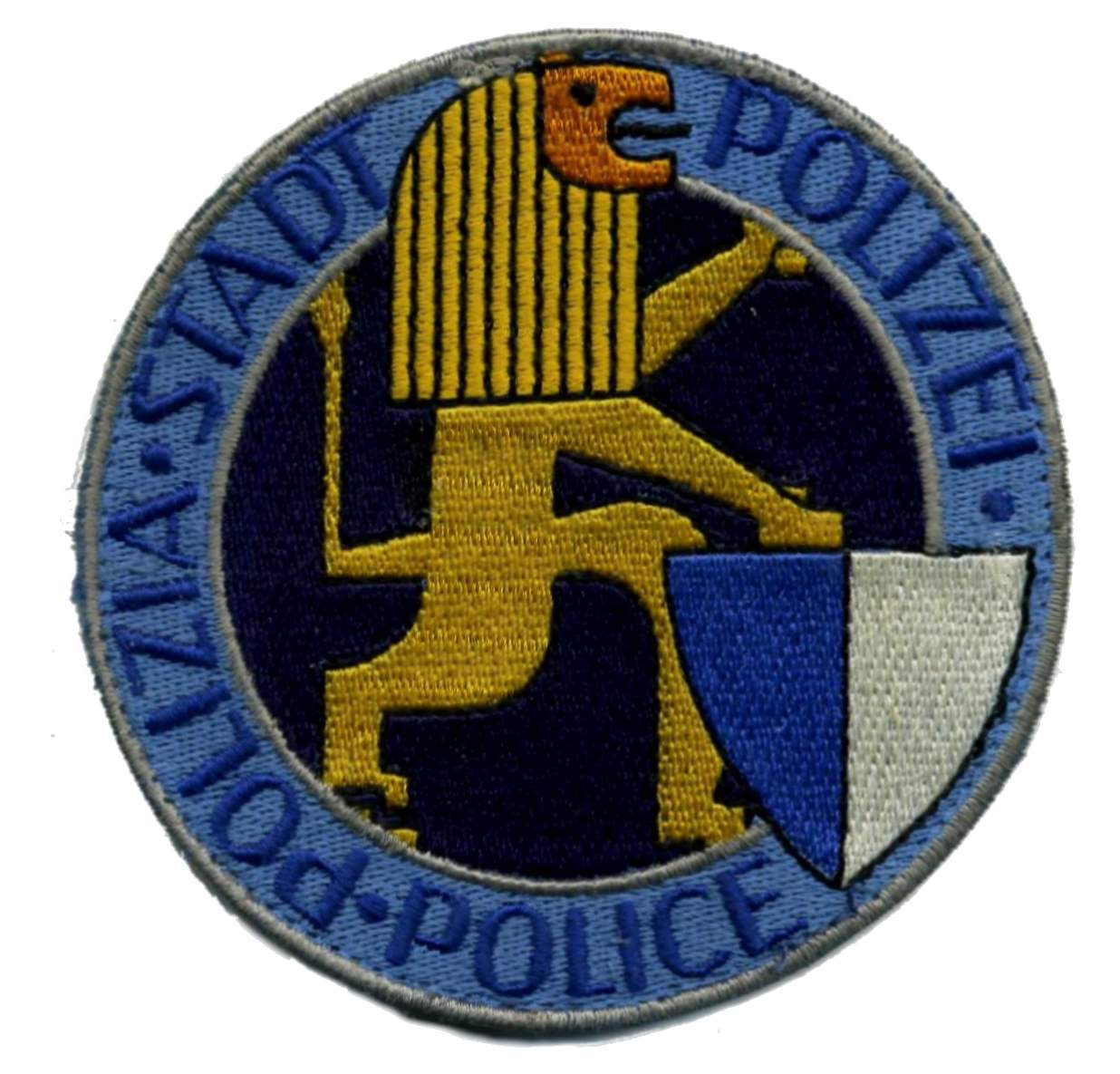
емблема поліції міста Люцерн

Комуна Коссоне в кантоні Во використовує геральдичні та вексилологічні зображення, ідентичні зображенням кантону Люцерн, як за кольорами, так і за розташуванням цих кольорів на прапорі та гербі. Так, прапор Коссоне — «Coupe de blanc et de bleu» (горизонтальний), а герб — «Parti d'azur et d'argent» (вертикальний). На Google Images фотографії «міського будинку» мають прапор, ідентичний гербу, проте у твіті, опублікованому 30 серпня 2017 року, кольори прапора розташовані горизонтально.